# نورثرن تاندربرد ایر
نورثرن تاندربرد ایر (به انگلیسی: Northern Thunderbird Air) یک شرکت هواپیمایی است که در تاریخ ۱۹۷۱ میلادی تأسیس شده است. دفتر مرکزی نورثرن تاندربرد ایر در پرنس جرج، بریتیش کلمبیا، کانادا واقع شده‌است و قطب این شرکت هواپیمایی در پرنس جرج، بریتیش کلمبیا قرار دارد و به ۱۰ مقصد، پرواز مستقیم انجام می‌دهد.